# 高松町 (立川市)
高松町（たかまつちょう）は、東京都立川市北側の町名である。現行行政地名は高松町一丁目から高松町三丁目。郵便番号は、190-0011。
毎年8月には立川熊野神社祭礼を開催し、各町会が集まって御神輿を担いでいる。なお熊野神社は柴崎新田の鎮守として享保11年間（1726年）に旧立川基地の地に創建、昭和21年境内地が駐留軍に接収され、当地へ移転した。

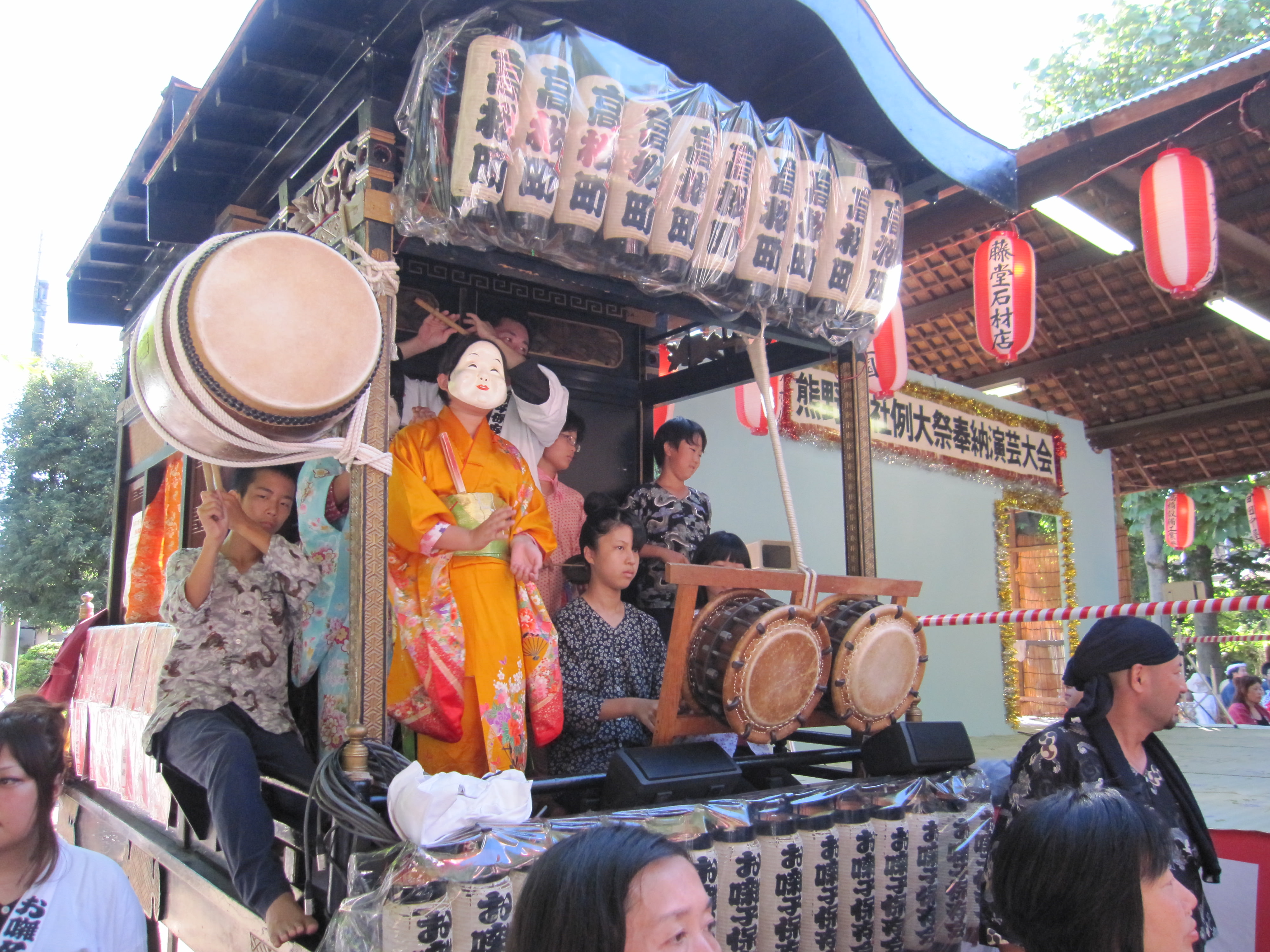
高松町熊野神社では神輿、山車、太鼓の熱気に包まれる

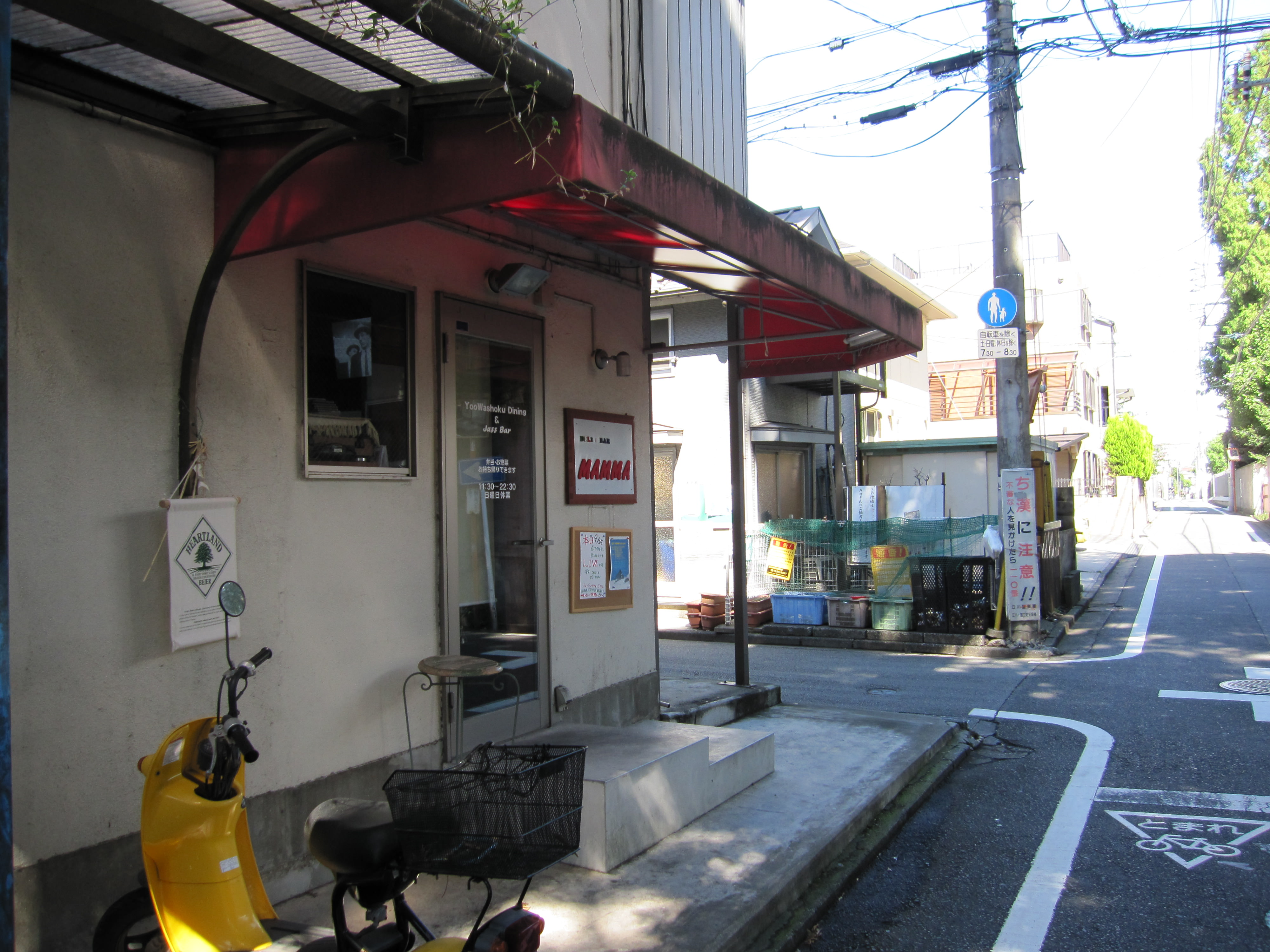
高松町には個人経営のレストランが点在する

## 地理
立川市の中部に位置する。北は泉町、東は栄町、南は曙町、西は緑町に隣接する。町内には工業地と住宅地が混在している。立川女子高等学校などの学校もある。

### 地価
住宅地の地価は2017年（平成29年）の公示地価によれば高松町2-11-16の地点で31万4000円/m2となっている。

## 歴史
1945年、戦時中に立川空襲により死傷者を出した地域である。
立川飛行場と住宅街が大半を占めていたが、現在は近隣にIKEAやららぽーと等の大規模商業施設を迎える開発区となっている。
2012年、東京都は高松町三丁目を都迷惑防止条例に基づき、客引きやスカウトのみならず、それらを行うために待機する行為なども禁止する区域に指定した。

## 世帯数と人口
2018年（平成30年）1月1日現在の世帯数と人口は以下の通りである。
| 丁目         | 世帯数    | 人口     |
| ------------ | --------- | -------- |
| 高松町一丁目 | 1,819世帯 | 3,563人  |
| 高松町二丁目 | 2,543世帯 | 4,203人  |
| 高松町三丁目 | 2,084世帯 | 3,356人  |
| 計           | 6,446世帯 | 11,122人 |

## 小・中学校の学区
市立小・中学校に通う場合、学区は以下の通りとなる。
| 丁目         | 番地                                                                                               | 小学校             | 中学校                 |
| ------------ | -------------------------------------------------------------------------------------------------- | ------------------ | ---------------------- |
| 高松町一丁目 | 全域                                                                                               | 立川市立第五小学校 | 立川市立立川第二中学校 |
| 高松町二丁目 | 全域                                                                                               | 立川市立第五小学校 | 立川市立立川第二中学校 |
| 高松町三丁目 | 15番11～19号 16番9～16号 17番10～16号 18番9～15号 19番12～14号 20番9～14号 21番12～19号 22番～32番 | 立川市立第二小学校 | 立川市立立川第二中学校 |
| 高松町三丁目 | その他                                                                                             | 立川市立第五小学校 | 立川市立立川第二中学校 |

## 交通
鉄道
- 多摩都市モノレール
  - 多摩都市モノレール線：高松駅

道路
- 東京都道16号立川所沢線（立川通り）
- 東京都道43号立川東大和線（芋窪街道）

## 施設
- 立川市健康会館
- 立川市高松学習館
- 立川市高松図書館
- 立川女子高等学校 - 私立の高等学校。
- 立川市立第五小学校
- 新立川航空機
- ジャムコ立川工場
- 立川バス本社